# Joseph Franz Knöpfler
Joseph Franz Knöpfler (* 13. Februar 1877 in Freistadt, Oberösterreich; † 6. Februar 1963 in Oberaudorf bei Bayrischzell) war ein deutsch-österreichischer Archivar.

## Leben
Knöpfler besuchte das Gymnasium Freistadt und studierte von 1897 bis 1901 Rechtswissenschaften und Geschichte in Innsbruck und München. Seit 1898 war er Mitglied der Katholischen Studentenverbindung Rheno-Franconia. 1901 promovierte er in München mit einer Dissertation zum Thema Die Reichsstädtesteuer in Schwaben, Elsaß und im Oberrheinischen zur Zeit Kaiser Ludwigs des Bayern.
1901 absolvierte er ein Praktikum im Germanischen Nationalmuseum Nürnberg, im Geheimen Staatsarchiv München und 1902 im Reichsarchiv München. 1903 legte er die archivarische Staatsprüfung ab, wurde 1904 Reichsarchivakzessist und 1905 Kreisarchivsekretär beim Kreisarchiv Amberg. 1920 wurde er Staatsarchivar beim Staatsarchiv Landshut, das er von 1929 bis 1933 leitete. 1930 wurde er zum Staatsarchivrat I. Klasse, 1931 zum Staatsoberarchivar und im Februar 1933 zum Oberarchivrat ernannt. Im April 1933 wurde er Vorstand der Abteilung I des Hauptstaatsarchivs München. Am 1. August 1936 ernannte man ihn zum Direktor der Staatlichen Archive Bayerns und zum Stellvertreter des Generaldirektors. Am 9. November 1937 wurde er mit der Wahrnehmung der Geschäfte des Generaldirektors der Staatlichen Archive Bayerns beauftragt, 1943 mit dem Titel Generaldirektor. Am 1. Mai 1944 wurde er mit Wirkung zum 1. September 1944 in den Ruhestand versetzt.
Knöpfler war seit 1929 Mitglied der DNVP. Er trat zum 1. Mai 1933 der NSDAP (Mitgliedsnummer 2.537.323) und zum 30. Januar 1938 der SS bei (SS-Nummer 290.537), zuletzt im Range eines SS-Sturmbannführers.

## Schriften
- Burg Trausnitz ob Landshut an der Isar. Geschichtlicher Führer durch dieselbe. Rietsch, Landshut 1924.
- Die Reichsstädtesteuer in Schwaben, Elsaß und im Oberrheinischen zur Zeit Kaiser Ludwigs des Bayern, phil. Diss. München 1901.